# Újvörösvágás
Újvörösvágás (németül: Redlschlag) Borostyánkő településrésze  Ausztriában Burgenland tartományban a Felsőőri járásban.

## Fekvése
A kőszegi határátkelőtől 19 km-re nyugatra, Borostyánkőtől 4 km-re északra fekszik.

## Története
Vályi András szerint "REDLSLÁG. Német falu Vas Vármegyében, földes Ura Gróf Batthyáni Uraság; lakosai katolikusok, fekszik Koglnek szomszédságában, mellynek filiája; határja szoros, agyagos, és homokos. " 
Vas vármegye monográfiája szerint „Vörösvágás, határszéli község Alsó-Ausztria felé, 68 házzal és 439 r. kath. és ág ev. vallású, németajkú lakossal. Postája Borostyánkő, távírója Léka.”
1910-ben 475, túlnyomórészt német lakosa volt.
A trianoni békeszerződésig Vas vármegye Kőszegi járásához tartozott.